# Norton Shores

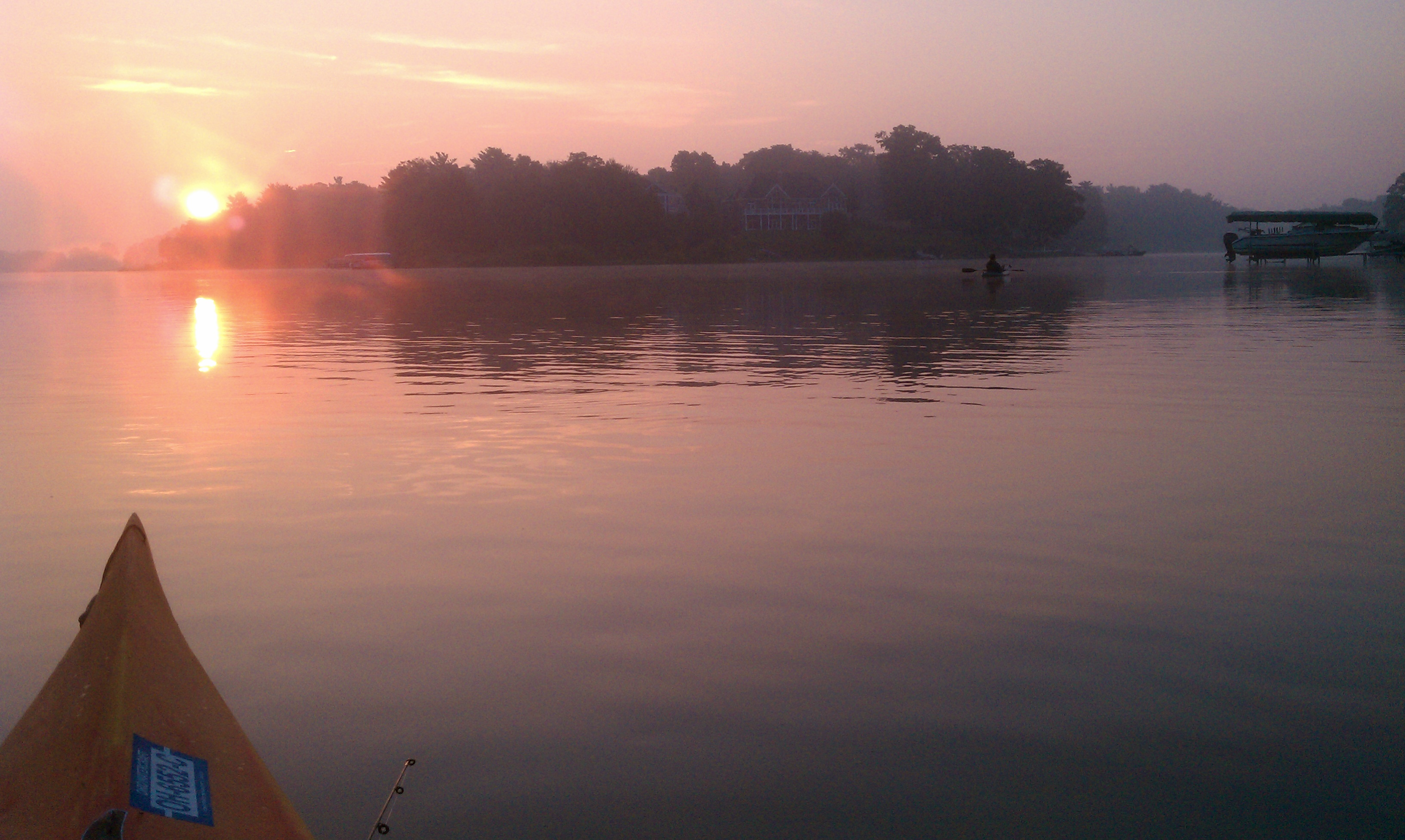

Norton Shores es una ciudad ubicada en el condado de Muskegon en el estado estadounidense de Míchigan. En el Censo de 2010 tenía una población de 23994 habitantes y una densidad poblacional de 376,28 personas por km².

## Geografía
Norton Shores se encuentra ubicada en las coordenadas 43°10′10″N 86°14′7″O / 43.16944, -86.23528. Según la Oficina del Censo de los Estados Unidos, Norton Shores tiene una superficie total de 63.77 km², de la cual 60.18 km² corresponden a tierra firme y (5.62%) 3.58 km² es agua.

## Demografía
Según el censo de 2010, había 23994 personas residiendo en Norton Shores. La densidad de población era de 376,28 hab./km². De los 23994 habitantes, Norton Shores estaba compuesto por el 91.8% blancos, el 3.16% eran afroamericanos, el 0.78% eran amerindios, el 1.23% eran asiáticos, el 0.03% eran isleños del Pacífico, el 0.99% eran de otras razas y el 2% pertenecían a dos o más razas. Del total de la población el 3.8% eran hispanos o latinos de cualquier raza.